# 博多高等学校
博多高等学校（はかたこうとうがっこう）とは、福岡県福岡市東区水谷一丁目に所在する私立高等学校。愛称は「はっこう」。

## 概要
本校の起源は1962年に開校した（旧）博多高等学校の分校「香推校」の開校に遡る。本校である（旧）博多高等学校そのものは、1941年に開校した和洋文化女学校を前身としているが、この（旧）博多高等学校は1963年に女子高に改組のうえで博多女子高等学校に改称している。
2018年度現在は普通科だけでなく、一般的な専門高校に設置されている商業・農業・工業・家政・看護の5分野をカバーしており、専門高校・総合高校となっている。

## 沿革
- 1941年（昭和16年）12月 - 和洋文化女学校として開校。
- 1944年（昭和19年）6月 - 末永実科女学校に校名変更。
- 1946年（昭和21年）4月 - 福岡文化女学校に校名変更。
- 1948年（昭和23年）3月 - 財団法人福岡高等文化女学校に校名変更。
- 1950年（昭和25年）11月 - 福岡文化女子経理専門学校に校名変更。
- 1951年（昭和26年）3月 - 学校法人福岡文化学園設立認可。
- 1952年（昭和27年）3月 - 学制改革により、男女共学の学校法人福岡文化学園博多高等学校として開校。
- 1962年（昭和37年）3月 - 博多高等学校香椎校を開校。
- 1963年（昭和38年）3月 - 博多高等学校を女子校に改め博多女子高等学校に改称し、同時に博多高等学校香椎校を博多高等学校とする。

## 教育組織
- 全日制課程
  - 普通科
    - 特進コース（シリウス）
    - 普通コース（以下2年次以降専攻コース）
      - 進学コース
      - 普通コース
      - 調理（農業科）
      - 保育（家政科）
      - ITビジネスコース（商業科）
      - ITロボットコース（工業科）
- 全日制課程
  - 看護科
  - 看護専攻科

## 不祥事
生徒による講師への暴行事件
2017年9月28日、授業中にタブレットで映画鑑賞をしていた男子生徒を指導するため、男性講師が生徒のタブレットを没収した。逆上した生徒は講師に対して殴る蹴るの暴行を加えた。この様子を居合わせた生徒が撮影し、LINEに投稿して知人間で共有した。その動画を見た別の高校の生徒が9月28日深夜にTwitter上で動画を公開した。
福岡県警少年課は公開直後に事態を把握し、同日未明には校長に照会が行われ、校長が事態を把握した。
学校側は当初、暴行を受けた講師本人の意向もあり、警察に被害届を出さず学校側で問題の生徒を指導するとしていた。
博多高校の副校長は取材に対して次のように回答している。
- 動画の拡散については承知している。本校の1年生のクラスで授業中に撮影された動画に間違いない。
- 加害生徒は普段から粗暴なところがあった。
- 被害を受けた講師に大きなケガはなかった。精神的なショックについても大丈夫とのことで、逆に「学校にご迷惑をおかけしてしまい申し訳ない」と言っている。
- 今後の対応についてはこれから当該生徒に事情聴取を行う。場合によっては処分も検討している。
- ここまでの騒ぎになってしまった事で男性講師は精神的に強いショックを受けている様子だった。

動画を公開した人物は取材に対して次のように回答している。
撮影者は私ではなく、博多高校の生徒。
公開した理由は動画を見てイライラしたし、何より先生がかわいそうだと思った。加害生徒にも反省してほしいという思いで投稿した。
剣道部顧問による指導死事件
同校の剣道部員だった1年生の女子生徒が2020年8月に、SNSに「部活動が死にたい原因」とのメッセージを書き込んだ後に自殺。この女子生徒は、剣道部の顧問2人から暴言や暴力を度々受けていた。その後2022年10月に、同校側が剣道部顧問2人の不適切指導に原因があったことを認め謝罪した上で、再発防止策を取ることで、女子生徒の保護者と同校とで合意した。

## 著名な出身者
- 安部和春 - 元プロ野球選手
- 石川厚 - 元プロ野球選手、韓国・培文高等学校（朝鮮語版）から転入
- 進千賀子 - 女優
- 二宮和弘 - 柔道選手。モントリオールオリンピック軽重量級金メダリスト
- 部井久アダム勇樹 - ハンドボール選手、（日本代表、中央大学）
- 矢沢心 - 女優、千葉県立船橋法典高等学校へ転校

## 交通アクセス
- JR九州（鹿児島本線）千早駅より約400ｍ（徒歩: 約5分）
- 西鉄（貝塚線）西鉄千早駅より約500m（徒歩: 約6分）